# Zdeformowane państwo robotnicze
Zdeformowane państwo robotnicze − w teorii trockizmu kraj, który nigdy nie wykształcił oddolnej demokracji pracowniczej, posiadający jednak centralne planowanie i państwową własność środków produkcji. System kapitalistyczny został w takim państwie obalony w wyniku odgórnej decyzji biurokratycznej, a nie rewolucji społecznej. Większość takich państw (m.in. PRL) powstała w wyniku inwazji ZSRR po II wojnie światowej. Inną możliwością jest powstanie zdeformowanego państwa robotniczego w wyniku rewolucji ściśle kontrolowanej przez biurokrację (np. w Chinach).
Do tej kategorii nie zaliczają się państwa, w których istnieje system kapitalistyczny połączony z interwencjonizmem.
Obecnie zaliczane są tu Korea Północna, Chińska Republika Ludowa, Wietnam, Kuba, a w przeszłości także Mongolska Republika Ludowa, Polska Rzeczpospolita Ludowa, Socjalistyczna Federacyjna Republika Jugosławii, Ludowa Republika Bułgarii, Socjalistyczna Republika Rumunii, Węgierska Republika Ludowa, Czechosłowacka Republika Socjalistyczna, Niemiecka Republika Demokratyczna, Demokratyczna Kampucza, Laos.